# اس۳ گرافیکس
اس۳ گرافیکس (انگلیسی: S3 Graphics) شرکت سخت‌افزار آمریکایی است، که در سال ۱۹۸۹ تأسیس شد.